# Spinalonga-Halbinsel
Die Spinalonga-Halbinsel (griechisch Χερσόνησος Σπιναλόγκας (f. sg.)) auch Kolokytha-Halbinsel (Χερσόνησος Κολοκύθα (f. sg.)) liegt im Golf von Mirabello im Nordosten der griechischen Insel Kreta. Im Südwesten besteht über den nur wenige Meter breiten Isthmus von Poros (Ισθμός Πόρου) auch Poros von Elounda (Πόρος της Ελούντας) bei Elounda eine Verbindung mit Kreta. Die etwa 5,2 km lange und maximal 2,2 km breite Spinalonga-Halbinsel trennt den Golf von Elounda (κόλπου της Ελούντας) vom Golf von Mirabello ab. Der Küstenverlauf ist durch größere Buchten gegliedert. Vorgelagert sind die Inseln Spinalonga im Norden und Kolokytha im Südosten.
In minoischer Zeit lag auf der damals etwa 200 m breiten Landenge die Stadt Olous. Während des französischen Kommandos von Mirabello kurz vor der Unabhängigkeit Kretas wurde von 1897 bis 1898 durch die Landenge ein Kanal angelegt.